# Igor Vekić
Igor Vekić (* 6. Mai 1998) ist ein slowenischer Fußballtorhüter.

## Karriere

### Verein
Aus der U19 des NK Bravo kommend, ging er zur Saison 2017/18 fest in den Kader von deren erster Mannschaft über. Dort bekam er gleich am 1. Spieltag der Zweiten Liga einen Einsatz und spielte auch über den Verlauf der Saison quasi bis auf eine Pause von Oktober bis November 2017 immer Stamm. In seiner zweiten Saison hier hatte er dann schon ein paar mehr Pausen, wobei er nach dem Aufstieg seines Teams in die Erste Liga dann ab November 2019 auch dort regelmäßig im Tor stand. Ab November 2020 führte er das Team dann gelegentlich sogar als Kapitän an.
Ende August 2021 wurde er nach Portugal zu Paços Ferreira verliehen, wo er zwei Spielzeiten blieb und sich bei seinem Debüt am 8. Mai 2022 bei einer 0:2-Niederlage gegen CD Santa Clara direkt in der fünften Minute eine rote Karte einhandelte. In der Folgesaison kam er dann aber zumindest zu 10 Einsätzen im Tor. Zurück bei seinem Stammklub verließ er diesen dann aber auch direkt wieder und schloss sich in Dänemark im Juli 2023 dem Vejle BK an.

### Nationalmannschaft
Nebst einigen Nominierungen stand er für die slowenische U18 zumindest einmal im Tor und für die U21 sogar mehrere Male, dabei auch in allen Partien seiner Mannschaft in der Gruppenphase der Europameisterschaft 2021.
Für die A-Mannschaft stand er erstmals beim 1:0-Freundschaftsspielsieg über die USA am 20. Januar 2024 im Tor.